# Republika Banacka
Republika Banacka (rum.: Republica Bănățeană, niem.: Banater Republik, serb.: Банатска република (Banatska republika), węg.: Bánáti köztársaság) – krótko istniejące państwo, proklamowane w Timișoarze 31 października 1918 roku po rozpadzie Austro-Węgier.
Władzę w republice sprawowała Rada Narodowa, w skład której wchodziło po 5 reprezentantów każdej z narodowości Banatu: Niemców, Serbów, Żydów, Rumunów i Węgrów. Prezydentem republiki został dr Otto Roth, jednak faktyczną władzę sprawował dowodzący wojskiem Albert Bartha. Niepodległość Banatu uznał jedynie rząd węgierski.
Już 15 listopada 1918 roku do Banatu wkroczyły wojska serbskie. W 1919 roku nastąpił rozbiór Banatu pomiędzy Rumunię oraz Królestwo Serbów, Chorwatów i Słoweńców.
16 kwietnia 1919 roku delegacja ludności Banatu udała się na Konferencję Paryską, gdzie przedłożyła projekt powstania Republiki Banatia, w skład której weszłaby także Baczka. Projekt został jednak odrzucony.